# 熊江
熊江（16世紀—17世紀），字雲邱，號玄午，四川敘州府富順縣人，民籍，明朝政治人物。

## 生平
熊江是熊迥之孫，為亓詩教門生，萬曆四十三年（1615年）中乙卯科四川鄉試第五十八名舉人，四十七年（1619年）成己未科進士，獲授黃岡縣知縣，天啓元年本省同考，二年調元城縣，天啓四年（1624年）擢升工部都水司主事，管南旺闸，五年改兵部職方司，革職為民。
崇禎元年（1628年）起任禮部儀制司主事，四年升祠祭司员外郎，五年升任山東濟南監軍道參議，五年調登萊監軍道，保留濟南道，升東昌兵巡道副使，任事精勤，卒於行間，崇禎帝詔贈太僕寺少卿。

## 家族
曾祖熊戟，贈文林郎。祖熊迥，御史。父熊敦謙，贈文林郎。

## 引用
1. ↑  《萬曆四十七年己未科進士序齒録》
2. ↑  同治《富順縣志·卷十七·選舉上》：（萬曆）壬子科（舉人）……熊江 見科甲
3. ↑  《萬曆四十七年己未科進士履歷》：熊江，玄午，诗四房，丁酉七月初十日生。富顺县人，乙卯五十八，会三百三十三，三甲三十四。礼部政，本年六月授湖廣黄冈知县，辛酉本省同考，壬戌調元城，甲子升工部都水司主事，管南旺閘，乙丑改职方司！为民，戊辰起礼部主事，辛未升祠祭司员外，壬申調登萊监军道，保留河南道。
4. ↑  同治《富順縣志》·卷二十一·鄉賢下》：熊江，字雲邱，迥之孫，萬厯己未進士。厯任山東濟南道監軍道，任事精勤，卒於行間。懷宗詔贈太僕寺少卿，敕詞略云：「原任山東監軍道熊江，才足匡襄忠齊夷，險自雷封著績，即高程士之衡，迨水部含香彌凜，當官之操，譽隆典禮。寵擢參藩，乃窮伍脫巾，變生倉卒，而治兵需餉計棘輸；將爾能奮勵直前，抱丹心之激烈，拮据以濟畫，赤手於方員至力竭，夙宵神飛烽燧捐軀王事，遽摧楨幹之才，追晉炯卿，特予槐階之秩。」祀鄉賢祠。